# Finale Kupa prvaka 1969.
Finale Kupa prvaka 1969. je bilo 14. po redu finale Kupa prvaka, koje je igrano 28. svibnja 1969. na stadionu Santiago Bernabéu u Madridu. U finalu su igrali talijanski AC Milan i nizozemski AFC Ajax. Ajax je ušao u povijest kao prvi nizozemski klub u finalu Kupa/Lige prvaka, iako je poražen rezultatom 4:1.
Najveći posao za pobjedu Milana učinio je Pierino Prati, koji je postigao čak tri pogotka. Prati je ujedno i jedini igrač uz Puskása i Di Stéfana koji je postigao hat-trick u finalu Kupa prvaka.

## Susret
| 28. svibnja 1969.            |     |                    |                                                                                              |
| Milan                        | 4:1 | Ajax               | Santiago Bernabéu, Madrid Broj gledatelja: 50.000 Sudac: José Ortiz de Mendíbil (Španjolska) |
| Prati 7' 40' 75' Sormani 67' |     | Vasović 60' (pen.) | Santiago Bernabéu, Madrid Broj gledatelja: 50.000 Sudac: José Ortiz de Mendíbil (Španjolska) |

| Milan | Ajax |

| MILAN:      |    |                         |
|             |    |                         |
| GK          | 1  | Fabio Cudicini          |
| DF          | 2  | Angelo Anquilletti      |
| DF          | 3  | Karl-Heinz Schnellinger |
| DF          | 4  | Roberto Rosato          |
| DF          | 5  | Saul Malatrasi          |
| MF          | 6  | Giovanni Trapattoni     |
| MF          | 7  | Kurt Hamrin             |
| MF          | 8  | Giovanni Lodetti        |
| MF          | 9  | Angelo Sormani          |
| FW          | 10 | Gianni Rivera           |
| FW          | 11 | Pierino Prati           |
| Trener:     |    |                         |
| Nereo Rocco |    |                         |

| AJAX:         |    |                     |  |     |
|               |    |                     |  |     |
| GK            | 1  | Gerrit Bals         |  |     |
| DF            | 2  | Wim Suurbier        |  | 46' |
| DF            | 3  | Barry Hulshoff      |  |     |
| DF            | 4  | Velibor Vasović     |  |     |
| DF            | 5  | Theo van Duivenbode |  |     |
| MF            | 6  | Henk Groot          |  | 46' |
| MF            | 7  | Anton Pronk         |  |     |
| FW            | 8  | Sjaak Swart         |  |     |
| MF            | 9  | Inge Danielsson     |  |     |
| FW            | 10 | Johan Cruijff       |  |     |
| FW            | 11 | Piet Keizer         |  |     |
| Zamjene:      |    |                     |  |     |
| MF            | 12 | Bernardus Muller    |  | 46' |
| MF            | 13 | Klaas Nuninga       |  | 46' |
| Trener:       |    |                     |  |     |
| Rinus Michels |    |                     |  |     |

## Vanjske poveznice
- Rezultati Kupa prvaka, RSSSF.com
- Sezona 1968./69., UEFA.com
- Povijest Kupa prvaka: 1969.

| Finala Kupa prvaka i UEFA Lige prvaka | Finala Kupa prvaka i UEFA Lige prvaka |
| ------------------------------------- | --- |
|                                       | |
| Kup prvaka                            | 1956. • 1957. • 1958. • 1959. • 1960. • 1961. • 1962. • 1963. • 1964. • 1965. • 1966. • 1967. • 1968. • 1969. • 1970. • 1971. • 1972. • 1973. • 1974. • 1975. • 1976. • 1977. • 1978. • 1979. • 1980. • 1981. • 1982. • 1983. • 1984. • 1985. • 1986. • 1987. • 1988. • 1989. • 1990. • 1991. • 1992. |
|                                       | |
| Liga prvaka                           | 1993. • 1994. • 1995. • 1996. • 1997. • 1998. • 1999. • 2000. • 2001. • 2002. • 2003. • 2004. • 2005. • 2006. • 2007. • 2008. • 2009. • 2010. • 2011. • 2012. • 2013. • 2014. • 2015. • 2016. • 2017. • 2018. • 2019. • 2020. • 2021. • 2022. • 2023. • 2024.                                         |

| Finala Kupa prvaka i UEFA Lige prvaka | Finala Kupa prvaka i UEFA Lige prvaka |
| ------------------------------------- | --- |
|                                       | |
| Kup prvaka                            | 1956. • 1957. • 1958. • 1959. • 1960. • 1961. • 1962. • 1963. • 1964. • 1965. • 1966. • 1967. • 1968. • 1969. • 1970. • 1971. • 1972. • 1973. • 1974. • 1975. • 1976. • 1977. • 1978. • 1979. • 1980. • 1981. • 1982. • 1983. • 1984. • 1985. • 1986. • 1987. • 1988. • 1989. • 1990. • 1991. • 1992. |
|                                       | |
| Liga prvaka                           | 1993. • 1994. • 1995. • 1996. • 1997. • 1998. • 1999. • 2000. • 2001. • 2002. • 2003. • 2004. • 2005. • 2006. • 2007. • 2008. • 2009. • 2010. • 2011. • 2012. • 2013. • 2014. • 2015. • 2016. • 2017. • 2018. • 2019. • 2020. • 2021. • 2022. • 2023. • 2024.                                         |